# Valdeolea
Valdeolea és un municipi situat en la Comunitat Autònoma de Cantàbria, en la comarca de Campoo-Los Valles. Els seus límits són: al nord amb Hermandad de Campoo de Suso i Campoo de Enmedio, a l'oest amb Valdeprado del Río i a l'est i sud amb Brañosera (província de Palència).

## Localitats
- Barriopalacio, 9 hab.
- Bercedo, 9 hab.
- Camesa, 26 hab.
- Castrillo del Haya, 26 hab.
- Cuena, 19 hab.
- El Haya, 5 hab.
- Las Henestrosas de las Quintanillas, 17 hab.
- Hoyos, 13 hab.
- La Loma, 5 hab.
- Mata de Hoz, 29 hab.
- Mataporquera (Capital), 992 hab.
- Matarrepudio, 24 hab.
- Olea, 44 hab.
- La Quintana, 11 hab.
- Las Quintanillas, 29 hab.
- Rebolledo, 8 hab.
- Reinosilla, 12 hab.
- San Martín de Hoyos, 16 hab.
- Santa Olalla, 7 hab.

## Demografia
| 1900  | 1910  | 1920  | 1930  | 1940  | 1950  | 1960  | 1970  | 1980  | 1990  | 2000  | 2006  |
| ----- | ----- | ----- | ----- | ----- | ----- | ----- | ----- | ----- | ----- | ----- | ----- |
| 2.335 | 2.600 | 2.805 | 3.087 | 3.106 | 4.033 | 4.592 | 3.515 | 2.310 | 1.947 | 1.503 | 1.301 |

Font: INE

## Economia
Tradicionalment, les activitats econòmiques del municipi han estat les del sector primari: agricultura i ramaderia, però gràcies al nucli industrial de Reinosa i al turisme que freqüenta la comarca, l'activitat s'ha desplaçat cap als sectors secundari i de serveis.

## Administració
| Eleccions municipals, 25 de maig de 2003 |      |        |          |
| Partit                                   | Vots | %      | Regidors |
| PSOE                                     | 429  | 44,09% | 5        |
| PP                                       | 312  | 32,07% | 3        |
| PRC                                      | 147  | 15,11% | 1        |

| Eleccions municipals, 27 de maig de 2007 |      |        |          |
| Partit                                   | Vots | %      | Regidors |
| PSOE                                     | 428  | 48,14% | 5        |
| PP                                       | 263  | 29,58% | 3        |
| PRC                                      | 141  | 15,86% | 1        |